# 0001
0001 – pierwszy album soft rockowego zespołu PIN wydany 22 sierpnia 2005 roku nakładem Pomaton EMI.
W czerwcu 2005 roku zespół zaprezentował piosenki z tego albumu na Festiwalu w Opolu, będąc gościem specjalnym koncertu Debiuty. Na pierwszy singel został wybrany utwór „Bo to co dla mnie”.

## Lista utworów
1. „Siedem nocy w biegu wstecz” – 3:09
2. „Hożoof 41500” – 3:38
3. „Drugi raz tak myślę” – 3:49
4. „Bo to, co dla mnie” – 3:17
5. „Pinstin” – 3:48
6. „Odlot aniołów” – 3:35
7. „Pindoktrynacja” – 3:31
8. „Miłość tak piękna” – 3:55
9. „Ja wiem, że są” – 3:24
10. „Koniec z nią” – 4:03
11. „2 kwietnia 2005” – 3:31